# 学校法人高木学園
学校法人高木学園（がっこうほうじんたかぎがくえん）は福岡県で福岡国際医療福祉大学（福岡市）と、専門学校柳川リハビリテーション学院（柳川市）、福岡国際医療福祉学院（福岡市）、大川看護福祉専門学校（大川市）の3つの専門学校などを運営している学校法人である。

## 沿革
学校法人高木学園の母体、国際医療福祉大学・高邦会グループ（九州地区）の沿革
- 1910年（明治43年） - 福岡県大川市榎津に「高木眼科医院」開業
- 1968年（昭和43年） - 福岡県大川市酒見に「高木病院」開設
- 1986年（昭和61年） - 医療法人社団高邦会設立
- 1990年（平成2年） - 柳川リハビリテーション病院、専門学校柳川リハビリテーション学院、大川看護学院を開設
- 1992年（平成4年） - 大川看護学院を大川看護専門学校に改称
- 1999年（平成11年） - 大川看護専門学校を学校法人高木学園に移管
- 2001年（平成13年） - 福岡国際医療福祉学院設立。大川看護専門学校を大川看護福祉専門学校に改称
- 2007年（平成19年） - 専門学校柳川リハビリテーション学院を学校法人高木学園グループに移管
- 2008年（平成20年） - 福岡国際医療福祉学院、シーサイドももちに新キャンパス開設
- 2009年（平成21年） - 福岡国際医療福祉学院の隣接地に福岡山王病院開院。高邦会グループは100周年
- 2010年（平成22年） - 専門学校柳川リハビリテーション学院、大川看護福祉専門学校は20周年、福岡国際医療福祉学院は10周年を迎える
- 2015年（平成27年） - アジア国際外語学院開設
- 2017年（平成29年） - 福岡国際医療福祉学院学生募集停止
- 2019年（平成31年） - 福岡国際医療福祉大学開学

## 教育理念
医療専門職として必要な臨床・教育・研究の三位一体となった知識および技術を教授し、あわせて医療従事者としての職業倫理を修得させ、広く社会に貢献し得る『奉仕の精神』にのっとった有能な人材を育成する。